# Кристиан Керн
Кристиан Керн (на немски: Christian Kern) е австрийски политик, канцлер на Австрия от 19 май 2016 до 18 декември 2017 г.

## Биография
Роден е на 4 януари 1966 г. във Виена, Австрия.
Бизнес журналист по професия. През 2010 г. Керн е назначен за главен изпълнителен директор на държавните Австрийски федерални железници, които председателстват Общността на Европейските железопътни и инфраструктурни компании от 2014 г. нататък. След оставката на Вернер Файман, управляващите социалдемократи номинират Кристиан Керн за федерален канцлер на Австрия.

## Ранен живот и образование
Керн е израснал в Симерминг, работнически квартал във Виена, като син на електротехник и секретарка. Завършил е журналистика и комуникация във Виенския университет, следван от следдипломна квалификация в Управленския център „Сенкт Гален“.

## Кариера
Керн започва кариерата си през 1989 г. като бизнес журналист, който пише за „Wirtschaftspressedienst“ и австрийското бизнес списание „Option“. През 1991 г. става помощник на държавния секретар на Федералното канцлерство Петър Костенка. Когато Костетка става председател на парламентарната група на Социалдемократическата партия през 1994 г., Керн остава негов шеф и говорител.
През 1997 г. Керн се премества в най-големия австрийски доставчик на електроенергия „Verbund AG“, където от 1999 г. ръководи маркетинга и продажбите. През 2007 г. е назначен за старши мениджър, контролиращ чуждестранни сливания и придобивания, инвестиции и австрийската високопреносна преносна мрежа.